# Lábmonitor

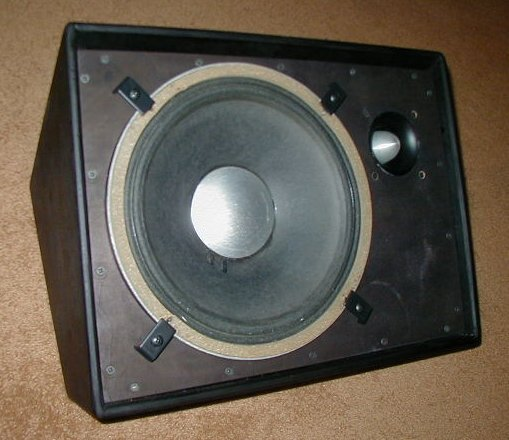
Lábmonitor

A lábmonitor egy kontroll hangfal, amely a színpadra van elhelyezve a zenész(ek) és/vagy énekes(ek) lába(i) elé fektetve. Angol elnevezése foldback. Lényege, hogy aki előtt a lábmonitor van, az a számára kikevert hangot hallja vissza. Gyakran hajlamosak a gerjedésre: az előttük lévő mikrofonok hangja visszajut a színpadra, ez pedig éles sípoló hanggal jár – ekkor hangmérnök beavatkozása szükséges.
Emellett léteznek ún. stúdiómonitorok is, melyeknek hasonló feladatuk van. Általában külön végerősítő hajtja ezeket, ami egy keverővel kommunikál, majd a monitorutakon eljut a hangfalba.

## Fordítás
- Ez a szócikk részben vagy egészben  a   Foldback_(sound_engineering) című angol Wikipédia-szócikk fordításán alapul.  Az eredeti cikk szerkesztőit annak laptörténete sorolja fel. Ez a jelzés csupán a megfogalmazás eredetét és a szerzői jogokat jelzi, nem szolgál a cikkben szereplő információk forrásmegjelöléseként.